# Arcuphantes okiensis
Arcuphantes okiensis är en spindelart som beskrevs av Yoh Ihara 1995. Arcuphantes okiensis ingår i släktet Arcuphantes och familjen täckvävarspindlar. Inga underarter finns listade i Catalogue of Life.